# Liste der Stahlfachwerk-Richtfunktürme der Deutschen Telekom
Neben den Typentürmen und Sondertürmen aus Stahlbeton, den Sendeanlagen für Kurzwelle und zahlreicher abgespannter Sendemasten, welche für LF bis UHF zum Einsatz kommen, verfügt die Deutsche Telekom auch über zahlreiche Richtfunktürme, die als freistehende Stahlfachwerkkonstruktionen eingesetzt sind.
Diese Türme sind in folgender, unvollständiger Liste aufgeführt.
| Standort                       | Bundesland             | Höhe    | Baujahr | Geographische Koordinaten           | Bemerkungen                                                |
| ------------------------------ | ---------------------- | ------- | ------- | ----------------------------------- | ---------------------------------------------------------- |
| Putbus                         | Mecklenburg-Vorpommern | 70 m    | 1986    | 54° 21′ 35,69″ N, 013° 29′ 14,41″ O |                                                            |
| Itzehoe                        | Schleswig-Holstein     |         |         | 53° 55′ 47,40″ N, 009° 32′ 48,10″ O |                                                            |
| Demmin                         | Mecklenburg-Vorpommern |         |         | 53° 55′ 32,16″ N, 013° 02′ 39,89″ O |                                                            |
| Malchin                        | Mecklenburg-Vorpommern | 93 m    |         | 53° 47′ 39,54″ N, 012° 41′ 30,71″ O |                                                            |
| Friedrichsruh                  | Mecklenburg-Vorpommern |         |         | 53° 37′ 49,56″ N, 013° 06′ 11,36″ O |                                                            |
| Osterholz-Scharmbeck           | Niedersachsen          | 55 m    |         | 53° 15′ 50,38″ N, 008° 43′ 00,20″ O |                                                            |
| Clenze                         | Niedersachsen          | 95 m    |         | 52° 55′ 29,01″ N, 010° 53′ 56,12″ O | Einstige Überhorizont-Richtfunkverbindung nach West-Berlin |
| Schneiderkrug                  | Niedersachsen          | 74 m    |         | 52° 49′ 27,90″ N, 008° 13′ 10,28″ O |                                                            |
| Berlin-Müggelberge             | Berlin                 | 64 m    |         | 52° 24′ 57,74″ N, 013° 38′ 20,99″ O |                                                            |
| Peine                          | Niedersachsen          |         |         | 52° 20′ 39,56″ N, 010° 15′ 52,52″ O |                                                            |
| Berlin-Frohnau                 | Berlin                 | 118 m   | 1970    | 52° 39′ 10,67″ N, 013° 17′ 45,59″ O | Einstige Überhorizont-Richtfunkverbindung nach West-Berlin |
| Berlin-Schäferberg             | Berlin                 | 55 m    |         | 52° 25′ 04,56″ N, 013° 07′ 37,83″ O | Einstige Überhorizont-Richtfunkverbindung nach West-Berlin |
| Bad Rehburg                    | Niedersachsen          |         |         | 52° 26′ 33,97″ N, 009° 12′ 35,35″ O |                                                            |
| Lübbecke                       | Niedersachsen          |         |         | 52° 17′ 31,56″ N, 008° 38′ 28,00″ O |                                                            |
| Grafensundern                  | Niedersachsen          |         |         | 52° 10′ 51,98″ N, 008° 02′ 12,48″ O |                                                            |
| Magdeburg                      | Sachsen-Anhalt         | 160 m   | 2016    | 52° 09′ 11,62″ N, 011° 39′ 52,49″ O |                                                            |
| Krausnick                      | Brandenburg            |         |         | 52° 03′ 31,33″ N, 013° 50′ 17,95″ O |                                                            |
| Torfhaus                       | Niedersachsen          | 57 m    |         | 51° 48′ 28,26″ N, 010° 32′ 07,98″ O | Einstige Überhorizont-Richtfunkverbindung nach West-Berlin |
| Oelde                          | Nordrhein-Westfalen    |         |         | 51° 48′ 19,47″ N, 008° 12′ 59,62″ O |                                                            |
| Halle                          | Sachsen-Anhalt         | 160,5 m | 2005    | 51° 27′ 39,01″ N, 011° 59′ 36,06″ O |                                                            |
| Grüngräbchen                   | Sachsen                | 80 m    |         | 51° 22′ 20,01″ N, 013° 58′ 25,25″ O |                                                            |
| Leipzig                        | Sachsen                | 191 m   | 2015    | 51° 18′ 48,96″ N, 012° 23′ 34,30″ O |                                                            |
| Hohe Hessel                    | Nordrhein-Westfalen    |         |         | 51° 04′ 57,83″ N, 008° 13′ 30,81″ O |                                                            |
| Rochlitz                       | Sachsen                |         |         | 51° 01′ 31,99″ N, 012° 46′ 01,21″ O |                                                            |
| Sendeturm Chemnitz-Reichenhain | Sachsen                | 99 m    |         | 50° 47′ 59,89″ N, 012° 57′ 56,52″ O | Hybridturm                                                 |
| Bornheim                       | Nordrhein-Westfalen    | 68 m    |         | 50° 46′ 55,22″ N, 006° 54′ 25,81″ O |                                                            |
| Saalfeld                       | Thüringen              | 78,8 m  | 1974    | 50° 41′ 00,12″ N, 011° 22′ 07,07″ O |                                                            |
| Lammersdorf                    | Nordrhein-Westfalen    | 66 m    |         | 50° 37′ 54,36″ N, 006° 15′ 45,47″ O |                                                            |
| Künzell                        | Hessen                 | 43 m    |         | 50° 31′ 54,49″ N, 009° 43′ 39,50″ O |                                                            |
| Schleiden                      | Rheinland-Pfalz        | 67 m    |         | 50° 31′ 32,64″ N, 006° 29′ 37,82″ O |                                                            |
| Schöneck                       | Sachsen                | 96 m    |         | 50° 24′ 02,08″ N, 012° 21′ 01,62″ O |                                                            |
| Nassacher Höhe                 | Bayern                 |         |         | 50° 11′ 11,74″ N, 010° 29′ 28,82″ O |                                                            |
| Wachenbuchen                   | Hessen                 | 85,45 m |         | 50° 10′ 32,88″ N, 008° 49′ 59,92″ O |                                                            |
| Boppard                        | Rheinland-Pfalz        | 100 m   |         | 50° 11′ 09,93″ N, 007° 36′ 15,55″ O | Hybridturm                                                 |
| Alzenau                        | Bayern                 |         |         | 50° 04′ 44,66″ N, 009° 06′ 37,01″ O |                                                            |
| Bayreuth                       | Bayern                 | 53 m    |         | 49° 58′ 01,03″ N, 011° 38′ 39,80″ O |                                                            |
| Kelheim                        | Bayern                 |         |         | 48° 54′ 10,64″ N, 011° 52′ 11,03″ O |                                                            |
| Thurnau                        | Bayern                 | 69 m    |         | 49° 58′ 27,59″ N, 011° 24′ 41,98″ O |                                                            |
| Geiersberg                     | Bayern                 | 124 m   |         | 49° 54′ 08,53″ N, 009° 25′ 41,66″ O | Hybridturm                                                 |
| Haardtkopf                     | Rheinland-Pfalz        | 74 m    |         | 49° 50′ 47,63″ N, 007° 03′ 16,78″ O |                                                            |
| Oberwintersbach                | Bayern                 |         |         | 49° 50′ 27,00″ N, 009° 19′ 20,41″ O |                                                            |
| Friedrichsberg                 | Bayern                 | 70 m    |         | 49° 45′ 33,47″ N, 010° 23′ 26,95″ O |                                                            |
| Krehberg                       | Rheinland-Pfalz        | 102 m   |         | 49° 41′ 02,56″ N, 008° 43′ 50,56″ O | Hybridturm                                                 |
| Kalmit                         | Rheinland-Pfalz        |         |         | 49° 19′ 10,28″ N, 008° 04′ 54,23″ O |                                                            |
| Heidenberg                     | Bayern                 |         |         | 49° 17′ 28,27″ N, 010° 59′ 18,71″ O |                                                            |
| Hesselberg                     | Bayern                 | 98 m    |         | 49° 04′ 05,62″ N, 010° 31′ 32,30″ O | Hybridturm                                                 |
| Hafnerhäslach                  | Baden-Württemberg      | 72 m    |         | 49° 02′ 15,91″ N, 008° 54′ 39,96″ O |                                                            |
| Hochoberndorf                  | Bayern                 | 56 m    |         | 48° 52′ 41,20″ N, 012° 59′ 37,97″ O |                                                            |
| Langenbrand                    | Baden-Württemberg      | 143 m   | 1964    | 48° 48′ 28,08″ N, 008° 37′ 27,19″ O |                                                            |
| Hornisgrinde                   | Baden-Württemberg      | 35 m    | 1956    | 48° 36′ 52,05″ N, 008° 12′ 12,63″ O |                                                            |
| Rottenburg                     | Baden-Württemberg      |         |         | 48° 26′ 59,12″ N, 008° 57′ 10,81″ O |                                                            |
| Isen                           | Bayern                 |         |         | 48° 10′ 16,04″ N, 012° 05′ 19,39″ O |                                                            |
| Riedlingen                     | Baden-Württemberg      | 62 m    | 1963    | 48° 09′ 37,64″ N, 009° 26′ 33,36″ O |                                                            |
| Jasberg                        | Bayern                 |         |         | 47° 53′ 35,48″ N, 011° 38′ 13,88″ O |                                                            |
| Eschers                        | Bayern                 |         |         | 47° 50′ 52,70″ N, 010° 22′ 34,96″ O |                                                            |
| Deggenhausertal                | Baden-Württemberg      |         |         | 47° 49′ 20,63″ N, 009° 24′ 03,31″ O |                                                            |

- Karte mit allen Koordinaten:
- OSM |
- WikiMap